# She's All I Ever Had
She's All I Ever Had is een nummer van de Puetro Ricaanse zanger Ricky Martin uit 1999. Het is de tweede single van zijn titelloze, vijfde studioalbum. Naast de originele Engelstalige versie heeft Martin ook een Spaanstalige versie van het nummer opgenomen, genaamd "Bella".
Het nummer werd een hit in Noord-Amerika, Europa, Oceanië en Mexico. In de Amerikaanse Billboard Hot 100 haalde het de nummer 2-positie. In de Nederlandse Top 40 haalde het de 16e positie en in de Vlaamse Ultratop 50 de 32e.